# 3 A.M. Eternal
A "3 A.M. Eternal" a The KLF brit elektronikus zenei duó által kiadott dal. Különféle változatai 1989 és 1992 között jelentek meg. Eredetileg egy úgynevezett "pure trance" változata jelent meg, mint instrumentális szerzemény, majd 1991-ben egy szöveggel is ellátott kislemez, amely meglehetősen nagy sikert aratott: ezzel lett a KLF a legtöbb kislemezt eladó brit együttes. 1992-ben limitált példányszámban megjelent az Extreme Noise Terror nevű crust punk együttessel közösen felvett változat is, amelyet az 1992-es BRIT Awards-on együtt adtak elő, botrányos körülmények között.

## Kiadások

### Pure Trance változat
A dal első változata 1989-ben jelent meg bakeliten, mint a KLF Pure Trance sorozatának második kiadványa: ezt tükrözi a borítón látható 2-es szám is. Kétféle verzióban jelent meg: az elsőn fekete alapon rózsaszín betűkkel, a másikon rózsaszín alapon fekete betűkkel jelentek meg a feliratok.
Az első kiadáson az alábbi számok hallhatóak:
1. "3 a.m. Eternal (Pure Trance Original)" (5:55)
2. "3 a.m. Eternal (Break for Love)" (5:39)

A második kiadáson az alábbi dalok szerepelnek:
1. "3 a.m. Eternal (Pure Trance Original)" (edit) (3:38)
2. "3 a.m. Eternal (Blue Danube Orbital)" (7:35)
3. "3 a.m. Eternal (Moody Boy)" (6:50)
4. "3 p.m. Electro" (5:58)

### Stadium House változat
1991-ben egy komolyan átdolgozott változat készült el, mely slágeresebb lett, és megkapta a "Live at the S.S.L." alcímet, amely a Solid State Logic nevű keverőpultra utalt, amit az elkészítéshez használtak. A dal a brit listán első, az amerikain ötödik lett. Ebben a változatban Ricardo Da Force rappel, és bár hallható közönségzaj is, azt csak utóbb keverték alá, tehát nem élő felvétel. Helyet kapott az 1991-es "The White Room" albumon is. B-oldala a "Guns of Mu Mu" változat lett, ami majdnem teljesen ugyanaz, mint a dal, amelyben azonban a The Clash együttes "Guns of Brixton" című dalából vették át a basszust. A kislemez sikerét követően ehhez is megjelent egy remixeket tartalmazó kiadás.
1. "3 a.m. Eternal (Live at the S.S.L.)" (5:50)
2. "3 a.m. Eternal (Guns of Mu Mu)" (12" version) (5:20)
3. "3 a.m. Eternal (Klonk Blip Every Trip)" (5:48)
4. "3 a.m. Eternal (Wayward Dub Version)" (6:54)

A CD-változat az alábbiakban tért el a bakelitverziótól:
1. "3 a.m. Eternal (Live at the S.S.L.)" (edit) (3:42)
2. "3 a.m. Eternal (Guns of Mu Mu)" (5:09)
3. "3 a.m. Eternal (Break for Love)" (5:39)

### The KLF vs. Extreme Noise Terror
1992 elején megjelent egy limitált kiadású kislemez, melyet csak postai úton terjesztettek. Ezen a 3 A.M. Eternal volt hallható, melyet a grindcore – crust punk banda, az Extreme Noise Terror dolgozott fel a KLF-fel együtt. Ezt adták elő az 1992-es BRIT Awards-on, ahol botrányos fellépésük keretében Bill Drummond vaktölténnyel a tömegbe lőtt, s melyet követően bejelentették, hogy elhagyják a zeneipart. Ez a verzió az egyetlen, amely a soha meg nem jelent "The Black Room" albumhoz készült.

## Popkulturális hatása
A német Scooter számos elemét felhasználta ennek a dalnak is, akárcsak más KLF-számok esetében. A 3 A.M. volt a Scooter egyik álneve, melyen a "Nessaja" című számot kiadták, bizonyos sorai a "Ramp! (The Logical Song)"-ban jelentek meg, illetve kivágott sample részletek az "Imaginary Battle" című számukban.